# Jan Raczyborski

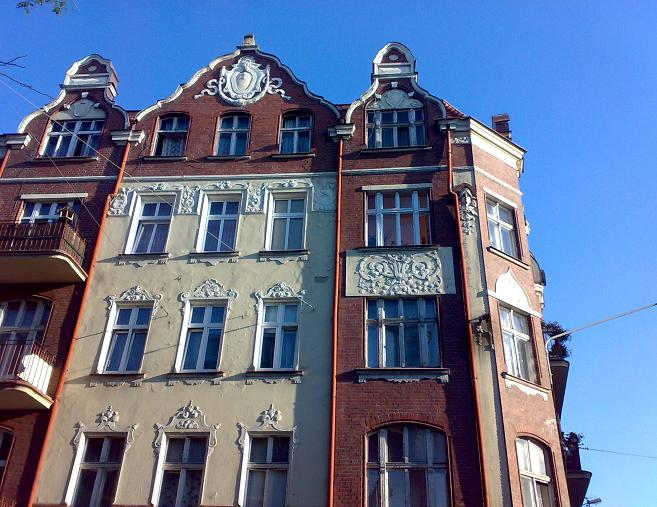
Poznań - kamienica przy ul. Wierzbięcice 27. Sztukaterie Jana Raczyborskiego

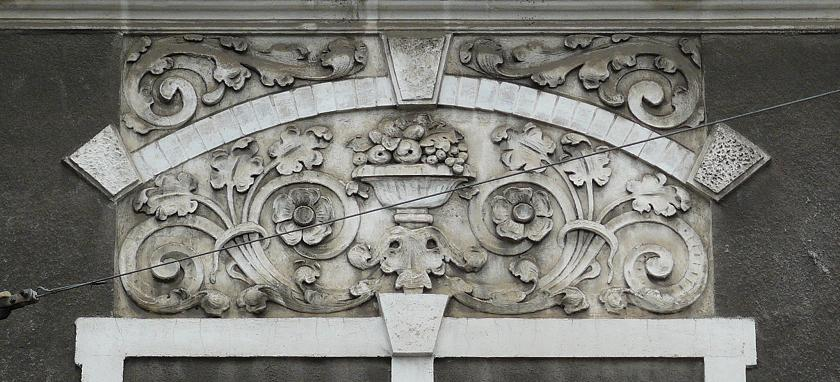
Poznań - kamienica przy ul. Podgórnej róg Szkolnej. Sztukateria Jana Raczyborskiego

Jan Raczyborski (ur. 23 października 1843 w Poznaniu, zm. 22 marca 1917 tamże) – poznański rzeźbiarz i sztukator.

## Życiorys
Autor wielu dzieł rzeźbiarskich i sztukatorskich na elewacjach kamienic w Poznaniu. Do najważniejszych dokonań należą dekoracje następujących obiektów: kamienica przy ul. Mostowej 24 (budynek własny), kamienica Oskara Steinkena przy ul. Kilińskiego 5, kamienica architekta Kuentzela przy ul. Matejki 67, kamienica na rogu ulic Podgórnej i Szkolnej (obecnie szpital), a także domów przy ul. Głogowskiej 93 i Wierzbięcicach 27 (ta druga zaprojektowana przez R. Mendelskiego). W kamienicy przy ul. Mostowej 24 zastosowano unikalne na terenie Poznania instrumentarium symboliczne: sowę w otoczeniu atrybutów będących symbolami malarstwa i wiedzy, siedzącą na globie ziemskim.
Mieszkał w Poznaniu przy Rynku Śródeckim nr 15, posiadał także kamienicę przy Posadowskystrasse (obecnie ul. Mostowa) nr 24 gdzie zlokalizowany był jego warsztat. Prowadził również zakład przy Kaiserin-Victoria-Strasse (obecnie ul. Grunwaldzka).
W 1904 planował wybudowanie na terenie Rataj dużej fabryki wyrobów sztukatorskich, jednak po niedługim czasie sprzedał działkę pod zabudowę mieszkaniową.
Był przewodniczącym Towarzystwa Ornitologicznego w Poznaniu i członkiem zarządu Towarzystwa Ochrony Zwierząt. Działał w obronie języka polskiego, był członkiem komitetu wiecu w sprawie zawieszenia lub ograniczenia nauki języka polskiego w gimnazjach.

## Życie prywatne
Artysta był żonaty z Władysławą z Kluczyńskich i miał z nią córkę oraz trzech synów.